# Brent Bookwalter
Brent Bookwalter (Albuquerque, Nuevo México, 16 de febrero de 1984) es un ciclista estadounidense.

## Trayectoria
Fue profesional desde 2006, cuando debutó con el equipo Priority Health Cycling Team. En 2008 fichó por el BMC Racing Team, en el que permaneció hasta 2018.
Destacó especialmente como prologuista. Muestra de ello fue su segunda posición en el prólogo del Giro de Italia 2010, celebrado en Ámsterdam, Países Bajos, solamente superado por el británico Bradley Wiggins.
En junio de 2021 anunció su retirada al término de la temporada.

## Palmarés
2009
- 1 etapa del Tour de Utah

2012
- 3.º en el Campeonato de Estados Unidos Contrarreloj

2013
- 1 etapa del Tour de Catar
- 2.º en el Campeonato de Estados Unidos Contrarreloj
- 2.º en el Campeonato de Estados Unidos en Ruta

2015
- 1 etapa del USA Pro Cycling Challenge

2017
- 2.º en el Campeonato de Estados Unidos Contrarreloj
- 1 etapa del Tour de Utah

2018
- 3.º en el Campeonato de Estados Unidos Contrarreloj

2021
- 2.º en el Campeonato de Estados Unidos en Ruta

## Resultados en Grandes Vueltas y Campeonatos del Mundo
| Carrera         | Carrera         | 2005 | 2006 | 2007 | 2008 | 2009 | 2010  | 2011  | 2012  | 2013 | 2014 | 2015 | 2016  | 2017 | 2018 | 2019 | 2020 | 2021 |
| --------------- | --------------- | ---- | ---- | ---- | ---- | ---- | ----- | ----- | ----- | ---- | ---- | ---- | ----- | ---- | ---- | ---- | ---- | ---- |
|                 | Giro de Italia  | —    | —    | —    | —    | —    | 95.º  | —     | —     | —    | 68.º | 66.º | —     | —    | —    | Ab.  | Ab.  | —    |
|                 | Tour de Francia | —    | —    | —    | —    | —    | 147.º | 114.º | —     | 91.º | —    | —    | 117.º | —    | —    | —    | —    | —    |
|                 | Vuelta a España | —    | —    | —    | —    | —    | —     | —     | 78.º  | —    | —    | —    | —     | —    | 66.º | —    | —    | —    |
| Mundial en Ruta | Mundial en Ruta | —    | —    | —    | —    | —    | —     | 65.º  | 103.º | —    | 25.º | 19.º | —     | —    | 63.º | —    | —    | —    |

—: no participa

Ab.: abandono

## Equipos
- Advantage Benefits Endeavour Cycling Team (2005)[2]
- Priority Health Cycling Team (2006)
- BMC Racing Team (2008-2018)
- Mitchelton/BikeExchange[3] (2019-2021)
  - Mitchelton-Scott (2019-2020)
  - Team BikeExchange (2021)